# Allantus basalis
Allantus basalis är en stekelart som först beskrevs av Johann Christoph Friedrich Klug 1818.  Allantus basalis ingår i släktet Allantus, och familjen bladsteklar. Det är osäkert om arten förekommer i Sverige.